# Alcazaba di Malaga
L'Alcazaba di Malaga (in arabo القصبة‎?, al-qaṣba, "cittadella") è una fortezza di epoca musulmana, costruita su una fortezza preesistente di origine fenicia. Si trova alle falde del monte Gibralfaro, sulla cima del quale si trova il castello dello stesso nome. Alcazaba e castello sono collegati da un passaggio del monte protetto da una doppia muraglia a zigzag chiamato La Coracha. Occupava l'estremo est delle mura della città, come tutte le alcazaba musulmane, in modo che i fronti del mezzogiorno, ponente e nord, rimanessero all'interno delle mura.
L'Alcazaba si trova inoltre vicino al teatro romano di Malaga, al parco della città e davanti al porto, in un'enclave singolare.

## Storia
Il sito dove sorge l'alcazaba ospitava in antichità una fortificazione fenicia, sulle cui rovine fu costruita una nuova fortezza da Abd al-Rahman I nell'VIII secolo. L'attuale costruzione fu opera in parte del re delle taifa berbere di Granada, Badis ben Habús che ordinò di fortificare l'alcazaba tra il 1057 e il 1063, utilizzando i marmi e le statue del teatro romano adiacente per abbellirla, ma gli studi mettono in discussione questa affermazione dato che esistono indizi che stabiliscono che piuttosto di un lavoro di costruzione, si trattò di una restaurazione delle antiche mura di cinta di origine fenicio-punica. Ma prima di Ben Habús, la dinastia Hammudidi, gli ultimi califfi di Córdoba e re della Taifa di Malaga, che trasferirono la corte califfale a Malaga durante la Fitna di al-Andalus, usarono la residenza malagueña.
La città fu conquistata prima dagli Almoravidi nel 1092 e dagli Almohadi nel 1146 per passare, nel 1279, sotto i Nasridi del Sultanato di Granada, i quali migliorarono e ampliarono le fortificazioni della alcazaba. Durante l'assedio che, il 19 agosto del 1487, permise ai Re cattolici la conquista della città, l'Alcazaba rappresentò l'ultimo rifugio dei mori. Dopo aver innalzato la croce e la bandiera di Castiglia nella torre maestra, il re Fernando consegnò a Malaga l'immagine della Vergine della Vittoria, opera di origine tedesca regalata dall'imperatore Massimiliano I al monarca spagnolo. Da allora, la "Vergine della Vittoria" è la patrona della città. Successivamente, tutte le mura di cinta hanno subito un processo di abbandono e saccheggio. Lo stato di degrado fu particolarmente rilevante tra il Settecento e l'Ottocento. Le mura esterne furono usate per la creazione delle case del quartiere della Coracha. Nelle prime decadi del XX secolo si inizia a riabilitare l'edificio. Nel 2009 si sono stabiliti nuovi lavori di conservazione dell'Alcazaba e di ciò che la circonda.

## Struttura

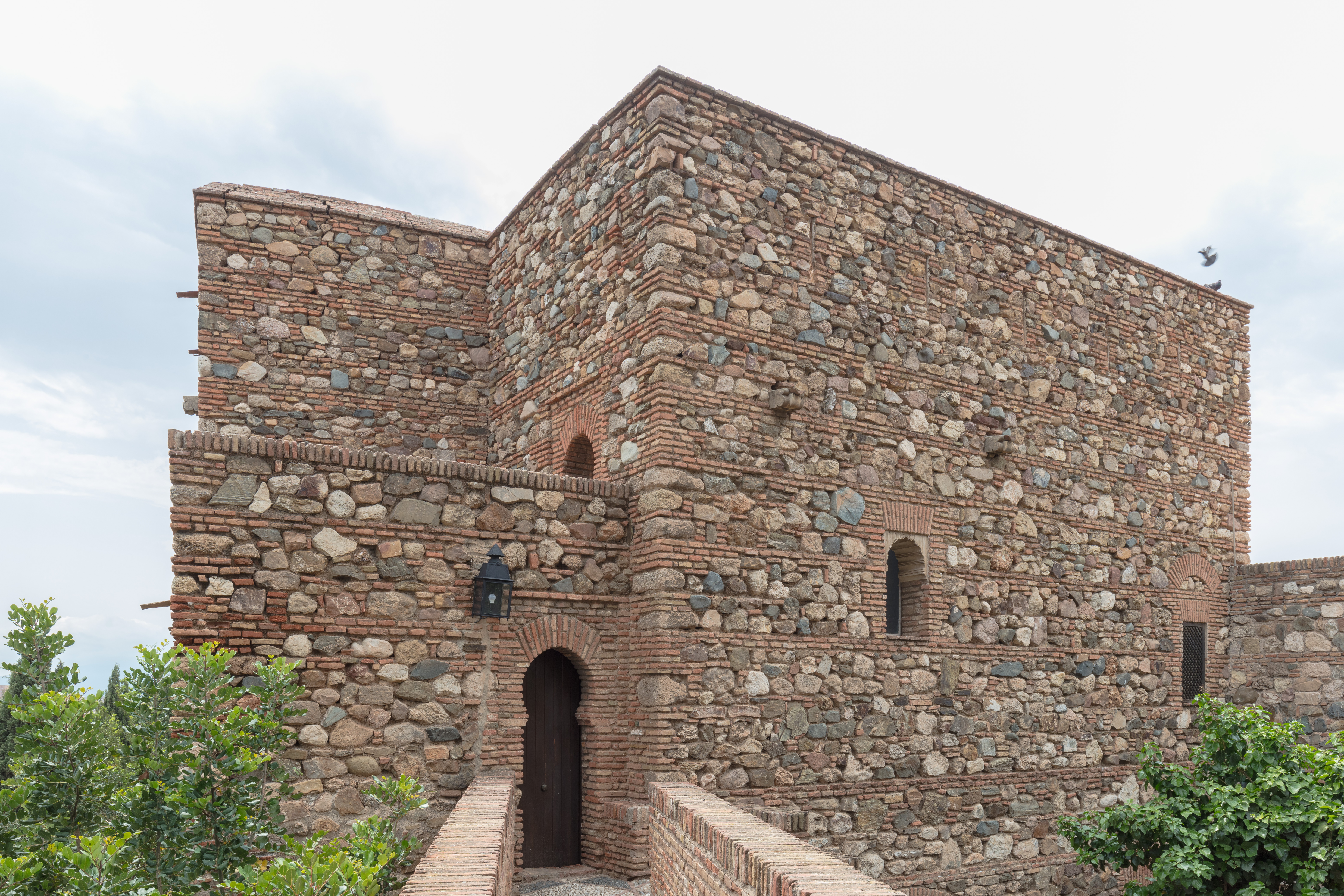
Torre

L'Alcazaba è un edificio del XI secolo costruito sulla roccia, in cui si evidenzia l'armoniosa unione tra necessità difensiva e bellezza delle sue stanze e giardini interni.
Per arrivare alla parte più alta, dove abitavano il sindaco o cadì della città, era necessario attraversare dall'interno della città tre mura concentriche e otto porte fortificate, che davano sicurezza ai suoi abitanti, tanto ai re e governatori musulmani, che abitarono il palazzo nazarita, quanto a coloro che abitavano nel sobborgo all'interno delle mura. La presenza inoltre di torri albarrane con feritoie e muraglie merlate portano importanti elementi difensivi. Dai balconi del palazzo si può osservare una panoramica eccezionale della baia.
Le torri e le mura sono state ricostruite, prima e dopo il passaggio della città in mani cristiane. Nella sua costruzione si impiegarono materiali trasportati e si riutilizzarono pezzi del teatro romano annesso, come colonne e capitelli.
Le costruzioni dell'XI secolo furono realizzate con pietra calcarea nummulitica, proveniente da cave vicine al mare; però questa pietra si decompone molto velocemente con l'umidità, per cui si sono dovute effettuare molto presto delle riparazioni. Alla fine del XIII secolo o all'inizio del XIV, si rinforzarono le mura e le torri con una muratura esterna.

### Zona d'ingresso alle mura superiori

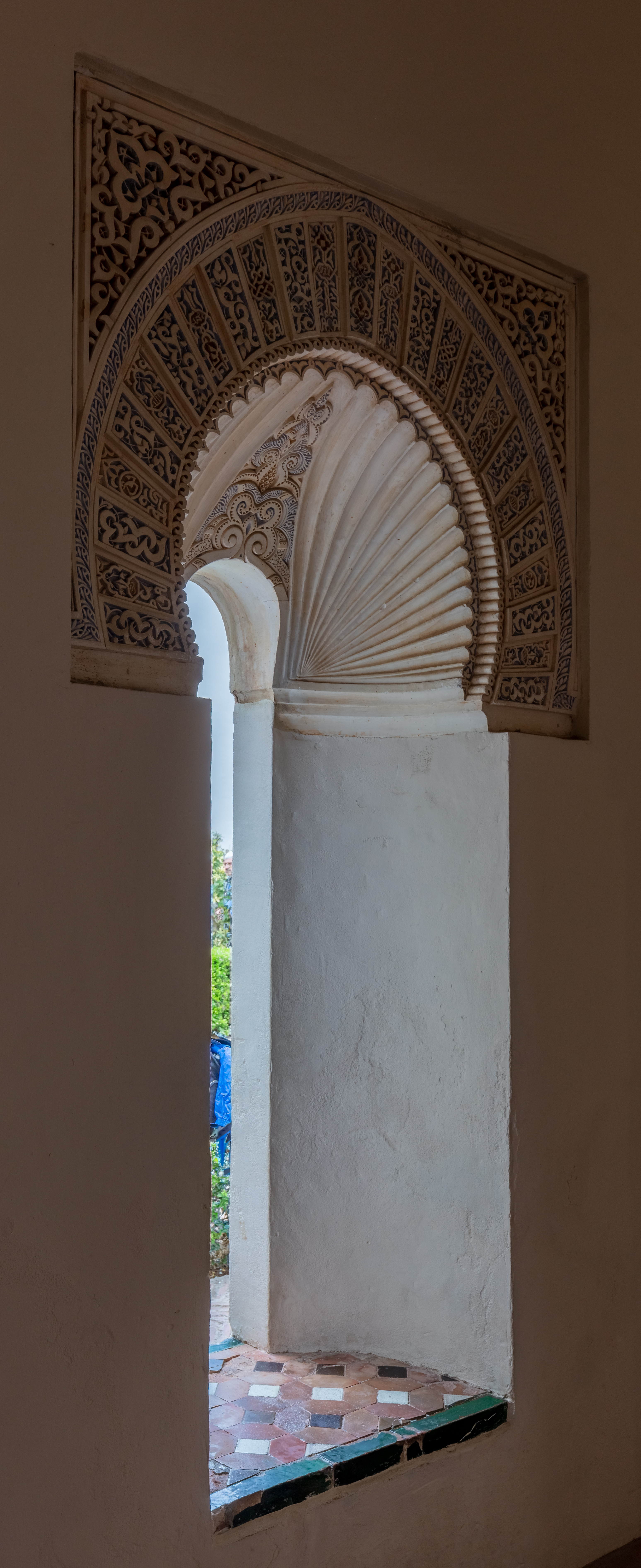
Un arco dell'Alcazaba

Tutta la zona d'ingresso subì modifiche quando la città fu conquistata dai Re cattolici. Una volta oltrepassata la porta principale e la cosiddetta Porta delle Colonne, si deve salire per una scalinata che termina nell'Arco del Cristo.
La volta del corridoio è di mattoni. Negli stipiti dell'arco interno si trovano resti di pietra nummulitica, dell'opera del secolo XI. La porta fu ricostruita alla fine del secolo XIII, come dimostra la chiave scolpita nella chiave dell'arco d'ingresso.
Davanti alla porta d'uscita dell'Arco del Cristo apparvero dei resti di mura romane di calcestruzzo rivestito di stucco rossastro e piccole piscine scavate nell'ardesia, destinate alla preparazione del garum (pasta di pesce che preparavano i romani).
A sinistra, in una zona piana da dove si controlla quasi tutta la città, si installò l'artiglieria dopo la conquista, per cui si denominò la Piazza d'Armi. Al giorno d'oggi c'è un giardino con piscina e un pergolato. Dopo questa piazza c'è la Torre della Vela, dove si installò una campana dopo la conquista della città.
L'ingresso alle ultime mura di cinta avviene attraverso la Porta degli Archi e la Torre del Tinel. Una volta oltrepassata la porta degli Archi si gira a sinistra per raggiungere la piattaforma superiore. Negli scavi di questa parte si trovò solo un silo o prigione, dove durante la notte rinchiudevano i prigionieri cristiani che lavoravano di giorno. Fernando Guerrero Strachan tracciò in questa zona una serie di giardinetti in piccole terrazze, dove si installarono un lavabo romano di marmo, un cinghiale lavorato in pietra ed un enorme piede umano di marmo sempre d'epoca romana.

### Le stanze di Granada

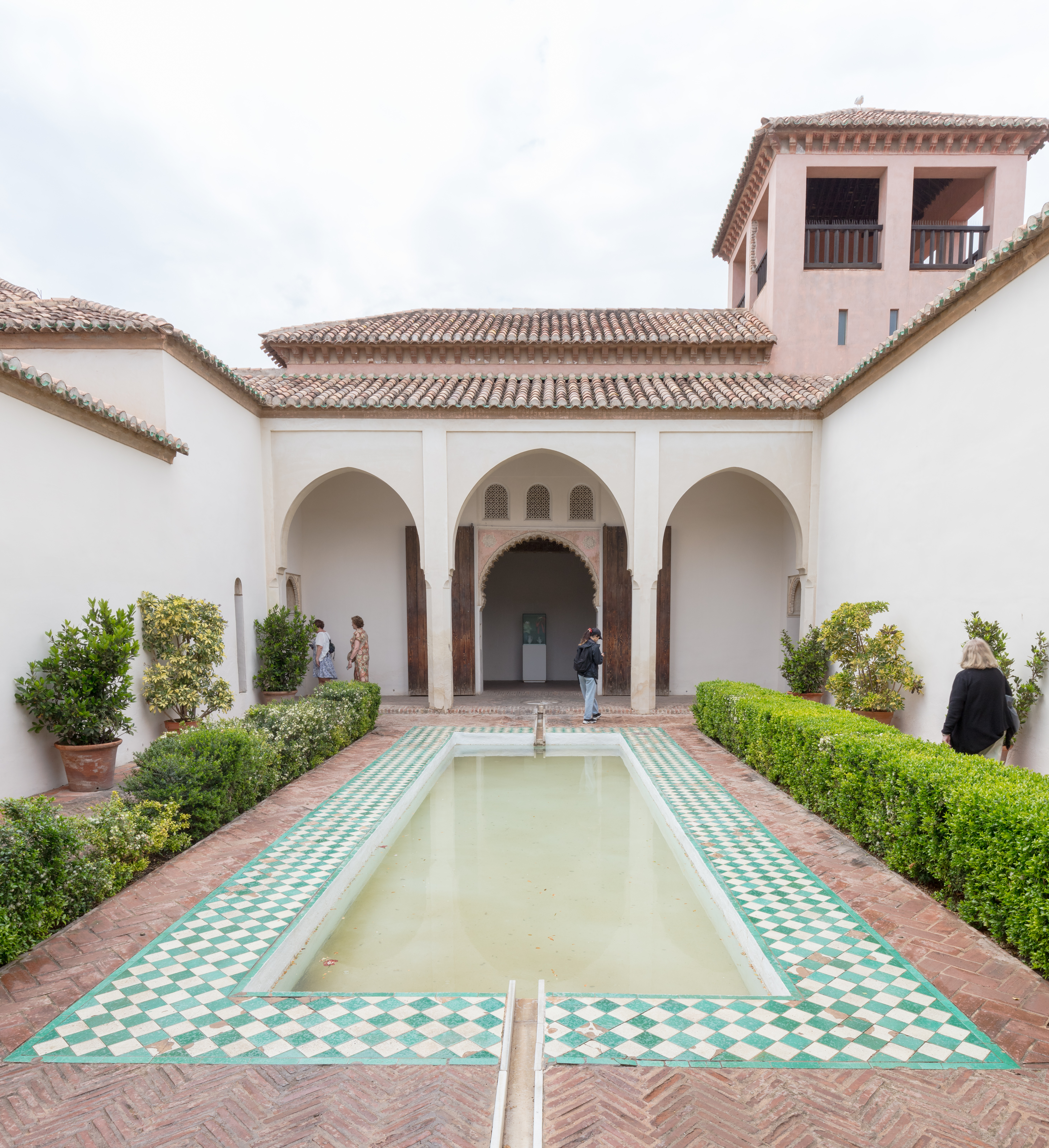
Il cortile interno

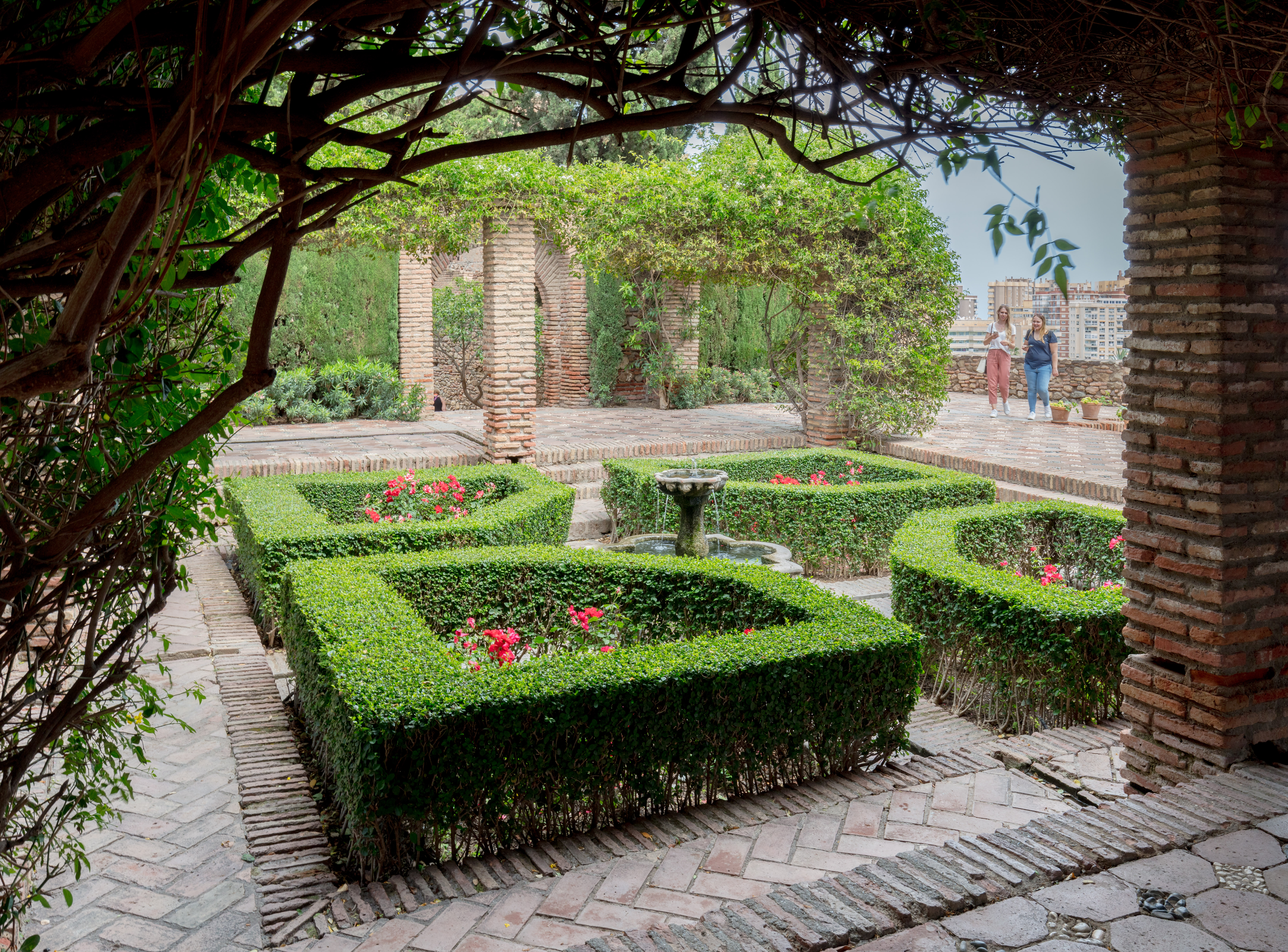
Giardino

Nella parte centrale delle mura superiori si trovano le “Stanze di Granada”, dove vivevano i re e i governatori. L'architettura qui è semplice, della tradizione di arte nasride, trattandosi di raggiungere uno scenario neutro dove si alternano zone di luce e ombra. Nei muri delle sale e delle stanze, ricostruite, ci sono piccoli ripostigli per esibire frammenti di ceramica musulmana trovati negli scavi.
Il palazzo era organizzato su base di cortili rettangolari e corridoi. Ci sono tre cortili che avevano nei lati portici aperti da tre archi, quello centrale maggiore, disposizione tipica dei cortili islamici andalusi. Del primo di quelli, il più piccolo, solo si è ricostruito il portico meridionale, con tre archi di ferro, che giacciono sopra due colonne intermedie di marmo. Questo portico appartiene alla ricostruzione realizzata durante i secoli XIII o XIV.
A ovest del portico, e collegato a questo, c'è un piccolo padiglione, sempre ricostruito, aperto nei suoi quattro fronti da archi lobati di gesso incrociati.

### Il distretto di case e la torre maestra
Nella parte più ad est delle ultime mura, si trovavano le rovine di un quartiere di piccole case formato da tre blocchi di edifici tra vie pavimentate.
Un piccolo bagno e due abitazioni molto piccole formavano la manzana di sud-ovest e sempre altre due piccole quelle della manzana più a est. Di dimensioni maggiori erano le tre abitazioni che si trovano nella manzana meridionale. L'altezza massima dei muri che si sono conservati è di un metro. Le porte delle abitazioni erano composte da due lastre di legno. La distribuzione delle abitazioni era molto usata: tutte con un piccolo cortile quasi quadrato con intorno marciapiedi e corridoi, intorno al quale si distribuivano le abitazioni. Alcune case conservano i primi scalini delle strette scale che conducevano al piano superiore. Il pavimento delle abitazioni consisteva in uno strato di malta di calce tinta di almagra, anche se alcune conservano tegole di fango e pezzi di marmo. All'interno delle case si trovavano crepidini dipinte di rosso, con iscrizioni in cufico e disegni geometrici.
Nella parte settentrionale del distretto c'era un bagno, dove l'acqua saliva attraverso una noria da un pozzo profondo che chiamavano Airon, nelle mura inferiori.
Il quartiere disponeva inoltre di un sistema di canali sotterranei per l'allontanamento delle acque nere e quasi tutte le abitazioni disponevano di latrine, il che dimostra l'alto livello di civiltà che esisteva.
In fondo al distretto si trova la torre maestra di pianta quasi quadrata, opera del secolo XIV. Nella parte superiore si costruì un'abitazione, con sale e cortile. Della scala per salire non restano tracce.